# 一个死者对生者的访问
《一个死者对生者的访问》（英語：Death Visits the Living）是一部中国话剧作品，刘树纲编剧，田成仁、吴晓江导演，沙景昌、冯宪珍主演，于1985年在中华人民共和国中央实验话剧院首演。
剧情描述一位青年肖肖在公车遇见扒手行窃，见义勇为将其揭发，却面对其他乘客及受害者的冷漠反应，并被嚣张的扒手打死。身死之后先被谣言抹黑，继被提升为英雄。灵魂游荡到自己的追悼会，向世人追问何为世道人心。剧中借用荒诞的手法，透过死者向生者的访问，分析现代人们麻木冷漠的心理。
本剧获得第一届振兴话剧优秀编剧奖、中央戏剧学院首届学院奖、全国第三届曹禺戏剧文学优秀剧本创作奖，并于1987年改编同名电影作品。